# Prolibytherium
Prolibytherium is een geslacht van uitgestorven evenhoevige zoogdieren dat voorkwam in het Vroeg-Mioceen van Noord-Afrika en Pakistan, van ongeveer 16,9 tot 15,97 miljoen jaar geleden. Fossielen van Prolibytherium werden gevonden in de Marada-formatie van Libië, de Vihowa-formatie van Pakistan en de Moghara-formatie van Egypte.

## Beschrijving
Het honderdtachtig centimeter lange dier zou oppervlakkig op een okapi of een hert hebben geleken. In tegenstelling tot deze vertoonde Prolibytherium echter een dramatisch seksueel dimorfisme, in die zin dat het mannetje een reeks grote, bladvormige ossiconen had met een breedte van vijfendertig centimeter, waarmee hij waarschijnlijk vrouwtjes probeerde te imponeren, terwijl het vrouwtje een reeks slanke, hoornachtige ossiconen had. Ook werden er schijngevechten gehouden met rivalen. Deze hoorn was mogelijk met huid bedekt, die jaarlijks werd vervangen.
De taxonomische status van Prolibytherium blijft in beweging. Ooit werd het beschreven als een familielid van Sivatherium (als een voorloper van Libytherium maurusium (Sivatherium maurusium)). Later zou het worden beschouwd als een paleomerycide, of als een climacoceratide, of als een basaal lid van Giraffoidea. Met de ontdekking en studie van een vrouwelijke schedel in 2010, wordt Prolibytherium voorlopig bevestigd als een climacoceratide. Uit een recent onderzoek dat in 2022 werd gepubliceerd, bleek dat het deel uitmaakte van de aparte familie Prolibytheriidae.